# Missale speciale (früher Constantiense)

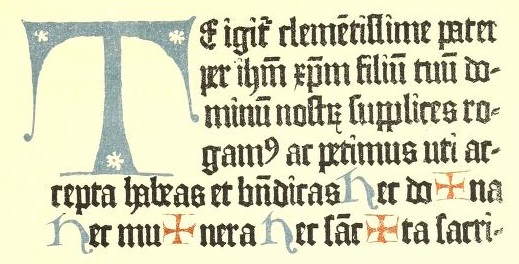
Missale speciale (Basel), Anfang des Canon Missae

Das Missale speciale ist eine nördlich der Alpen gedruckte Messbuchinkunabel, früher irrtümlich mit dem Zusatz «Constantiense» bezeichnet. Die neuere Inkunabelforschung vermutet die Drucklegung, aufgrund des Wasserzeichenbefunds, in Basel nicht vor  1473.

## Besitzgeschichte
Der Druck- und Graphikforscher Otto Hupp (1859–1949) kaufte im Jahr 1880 im Münchner Antiquariat von Friedrich Roehm ein altes Buch zu kleinem Preis. Er bestimmte das Buch als Messbuch, gedruckt mit Johann Fusts und Peter Schöffers kleiner Type des Mainzer Psalters von 1457. Aus typographischen Gründen schloss er auf einen Probedruck Gutenbergs aus der Zeit um 1450. Damit stieg der Wert: Seit 1900 war das Buch bei der Firma Ludwig Rosenthal in München verkäuflich zum Preis von 300.000 Goldmark. Doch erst nach dem Tode Hupps wurde es von der Bayerischen Staatsbibliothek München erworben.
Unterdessen waren weitere Exemplare gefunden worden. Ein zweites Exemplar fand der Forscher François Ducrest im Herbst 1915 in der Bibliothek des Kapuzinerklosters Romont (Kanton Freiburg, Schweiz); dieses wurde 1954 über den Buchantiquar Hans Peter Kraus (1907–1988) zur Finanzierung der Reparatur des Klosterdaches an die Pierpont Morgan Library nach New York verkauft. Der hohe Preis von 100.000 Dollar zeigt, dass die Erwerber vom hohen Alter des Buchs überzeugt waren.
Das dritte Exemplar wurde vom schwedischen Inkunabelforscher Isak Collijn (1875–1949) bei einem Forschungsaufenthalt in der Zentralbibliothek Zürich identifiziert; es stammte aus der Bibliothek des Klosters Rheinau, die 1862 bei der Aufhebung nach Zürich gekommen war. Das Missale stand seit 1901 im gedruckten Katalog der Zürcher Kantonsbibliothek ohne nähere Angabe datiert auf das 15. Jahrhundert.
Ein viertes Exemplar fanden die Bibliothekare 1961 im Dublettenraum der Staats- und Stadtbibliothek Augsburg. Mit einer Auflage von ursprünglich 100 bis 200 Exemplaren kann gerechnet werden.

## Forschungsgeschichte
Wie häufig in der Inkunabelzeit, fehlen auch in dieser Inkunabel alle Angaben von Ort und Zeit der Herstellung. Nach der Erstbeschreibung eines Exemplars 1896 diskutierte die Forschung jahrzehntelang über den Ursprung: Die einen sahen darin den ältesten Druck Johannes Gutenbergs, anzusetzen vor dem Druck der 42-zeiligen Bibel, andere vermuteten den Druck zwischen 1470 und 1480 in Basel.
Auf Grund eines von Eugène Misset 1899 erstellten Gutachtens wurde das Missale speciale bis in die 1950er Jahre oft als „Constantiense“ bezeichnet, was der Forscher W. H. James Weale (1832–1917) bereits im Jahr 1900 widerlegte. Es handelt sich um die stark gekürzte Fassung eines lateinischen Messbuches für Kapellen oder für kleinere Altäre in Dom- und Stiftskirchen. Die Bezeichnung „speciale“ bedeutet, dass keine Messformulare von Ordensgemeinschaften und keine Messen von Lokalheiligen enthalten sind. Als Vorlage für den Druck dienten handgeschriebene Missalien aus Basel. Wie in der Gutenberg-Bibel wurde Zweifarbendruck (rot und schwarz) angewandt, teilweise in einem einzigen Druckvorgang.
Die Erkenntnisse der Papierforschung lösten das Rätsel von Druckort und -zeit: Gerhard Piccard (1909–1989), der Begründer der Stuttgarter Wasserzeichensammlung, und Theo Gerardy (1908–1986), ein deutscher Papierhistoriker, bewiesen gleichzeitig und unabhängig voneinander, dass der Druck auf Papier erfolgt sei, das nicht vor 1473 hergestellt worden ist.
Der amerikanische Inkunabelforscher Allan Stevenson (1903–1970) bestätigte auf Grund seiner eigenen Forschungen den Druck in Basel und nannte Johann Koch genannt Meister (um 1430–1487) als mutmaßlichen Drucker. Durch den Gehilfen Gutenbergs Berthold Ruppel, der in Basel als Drucker tätig war, könnten die Typen aus der Werkstatt von Fust und Schöffer von Mainz nach Basel in die Hände von Johann Koch gelangt sein.

## Ausgaben
- Missale speciale [Basel: Johann Koch, genannt Meister, nicht vor 1473/1474]. – 191 Blätter zu jeweils 18 Zeilen, in folio 30,8 × 21,5 cm; Copinger 4075; Goff M-655.